# زيان (تونس)

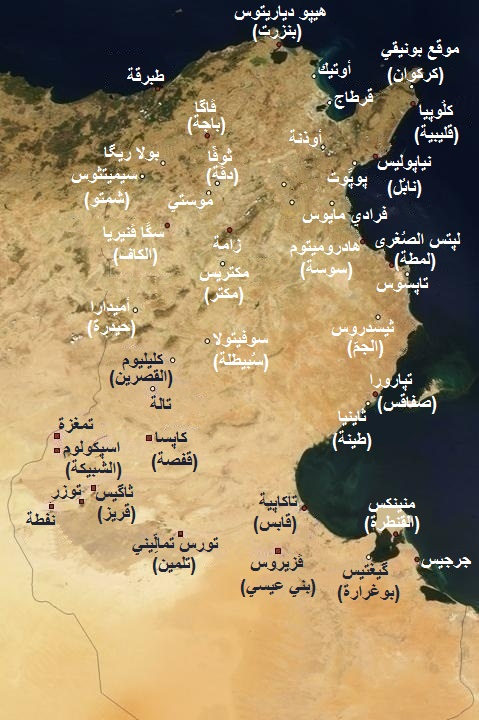
مدن تونس.

زيان، والمعروفة أيضًا باسم زيثا، هي موقع محلي وموقع أثري بالقرب من بوغرارة جنوب تونس. 
يمثل الموقع أنقاض سيفيتاس لمنطقة سيرتيكا في مقاطعة بيزاسينا الرومانية (شمال إفريقيا الرومانية). تأسست المدينة القديمة في فترة الإمبراطور الروماني كلوديوس في القرن الأول. من الممكن أنه كانت هنالك بلدة أو قرية قديمة أنشئت على الموقع. تركزت البلدة القديمة على منتدى أعمدة مع ثلاثة معابد رومانية في نهاية واحدة. كان من المفترض أن يكون متجرًا ويظهر على اللوحة البويتينغرية أنه يقع على طريق التجارة بين الشرق والغرب، ولا شك أنه كان له اتصالات تجارية بميناء قيثيس القريب. لا تزال المدينة الرومانية غير محفورة إلى حد كبير. أقيم تمثال نصفي صغير لكلوديوس في المنتدى. وكان في البلدة صناعة الفخار وصناعة الأمفورة من القرن الأول إلى القرن الثالث. كشفت أنقاض زيثا المعروفة الآن باسم هنشير زيان عن عدد من النقوش في مرحلة ما في أواخر العصور القديمة تم رفع سيفيتاس لتصبح بلدية. 